# Icta fulviceps
Icta fulviceps är en fjärilsart som beskrevs av Walker 1855. Icta fulviceps ingår i släktet Icta och familjen tofsspinnare. Inga underarter finns listade i Catalogue of Life.